# Zona bentònica
La zona bentònica és un bioma o regió ecològica a la zona més baixa d'una capa d'aigua com un oceà o un llac; inclou els sediments superficials i algunes capes subsuperficials. Els organismes que hi viuen s'anomenen bentos. Generalment viuen en relacions estretes amb el fons del substrat, molts d'aquests organismes estan permanentment fixats al fons. La capa superficial del sòl afrontant amb la capa d'aigua, capa fronterera bentònica, és part integral de la zona bentònica i influeix molt en l'activitat biològica. Exemples de capes de sòl en contacte inclouen els fons de sorra, acumulacions de roques coral, i llot de badia.

## Descripció
La regió bentònica comença a la línia costanera (zona de marees o zona litoral) i s'estén cap a la plataforma continental fora del mar. Al límit de la plataforma continental, normalment a uns 200 metres de fondària el gradient augmenta molt i es coneix com a pendent continental que baixa fins al fons del mar. El fons profund s'anomena plana abissal i normalment està a 4.000 metres de fondària. El fons del mar no és del tot pla.
Comparativament, la zona pelàgica està per sobre del bentos. La zona bentònica, segons la capa d'aigua, pot incloure zones amb pocs centímetres d'aigua per sobre o amb molts metres.
Els animals que viuen a la zona bentònica es troben, pel que fa a la llum, a la zona afòtica. Normalment toleren baixes temperatures i poc oxigen.

## Hàbitats
En ambients oceànics els hàbitats bentònics es zonifiquen per la fondària d'aigua. Des de la més soma a la més profunda són: l'epipelàgica (menys de 200 metres), la mesopelàgica (200–1000 metres), la batial (1000–4000 metres), l'abissal (4000–6000 metres) i la més profunda, la hadal (més de 6000 metres).
Les zones més profundes suporten molta pressió i no han tingut impacte humà ni canvis. Molts organismes bentònics han conservat les seves característiques evolutives i molts són més grans que els seus organismes relacionats més superficials.
Moltes de les observacions s'han fet amb submarins no tripulats.